# Tetrarhija
Rimska Tetrarhija (grč. τετρα (tetra) četiri i αρχη (arhija) vlast, vlada), upravni sustav u Rimskom carstvu koji je uveo rimski car Dioklecijan 293. godine s ciljem osiguravanja bolje i organiziranije uprave u Carstvu i rješavanja pitanja nasljedstva carskog prijestolja.
Tetrarh (grč. Τετραρχ) je grčka riječ koja označava jednog od četiri carska vladara unutar tetrarhije, odnosno četvorovlašća.

## Prva tetrarhija
Sustav vladavine četvorice (tetrarhija) uveden je prvi put za vrijeme vladavine cara Dioklecijana (284. — 305.), koji je uvidio da više nije bilo moguće upravljati carstvom iz jednog središta. Zbog toga je Dioklecijan podijelio Carstvo na dva dijela i povukao carski dvor iz Rima. Istočni dio Carstva s prijestolnicom u Nikomediji, na obalama Male Azije, zadržao je za sebe, dok je zapadni dio Carstva predao svom prijatelju Maksimijanu (286. – 305.), koji je vladao iz Milana, u današnjoj sjevernoj Italiji. Njih dvojica vladali su kao augusti i time je uveden sustav dijarhije, vladavine dvojice careva. Osam godina kasnije, obojica careva izabrala su sebi jednog suvladara (cezara). Dioklecijanov suvladar je bio Galerije (293. – 311.), koji je vladao iz Sirmiuma, a Maksimijanov suvladar bio je Konstancije Klor (293. – 306.), koji je vladao iz Trijera na Rajni. Time je bila uspostavljena tetrarhija, zajednička vladavina četiri vladara (2 augusta i 2 cezara).
Dana 1. svibnja 305. godine, Dioklecijan i Maksimijan su abdicirali s prijestolja, nakon čega su njihovi cezari postali novi augusti, čime je započela druga tetrarhija.

## Druga tetrarhija
Drugu tetrarhiju činili su Galerije (305. – 311.) i Konstancije Klor (305. – 306.) kao augusti Istoka i Zapada i njihovi cezari, Maksimin Daja (305. – 313.) i Flavije Valerije Sever (305. – 307.). Poslije smrti Konstancija Klora, promijenio se odnos unutar tetrarhije. Cezar Sever uzdignut je na položaj augusta Zapada, dok je Konstancijev sin, Konstantin I. postao njegov suvladar (cezar) na Zapadu. Tetrarhija je ukinuta 324. godine, nakon što je izbio građanski rat između augusta Konstantina Velikog i Licinija, kada je Konstantin postao jedini vladar.

## Vanjske poveznice
- Tetrarh Hrvatska enciklopedija